# 笹森駅

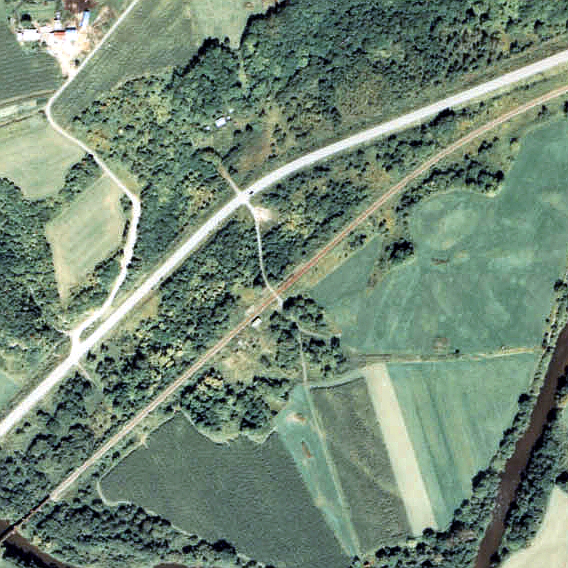
1977年、国鉄池北線時代の笹森仮乗降場と周囲500 m範囲。右上が北見方面。

笹森駅（ささもりえき）は、北海道足寄郡足寄町大誉地にあった北海道ちほく高原鉄道ふるさと銀河線の駅（廃駅）である。

## 歴史
元は仮乗降場であり、仮乗降場時代は北海道版の時刻表や2万5千分の1地形図にも記載されておらず、ほとんど知られていない存在であった。

### 年表
- 1948年（昭和23年）
  - 7月1日：保線事務所（線路班）関係者の通勤・通学ために列車の一部を停車[1]。
  - 8月1日：運輸省の仮乗降場（局設定）として設置[1]。
- 1949年（昭和24年）6月1日：公共企業体である日本国有鉄道に移管。
- 1961年（昭和36年）4月1日：網走本線のうち、池田 - 北見間を池北線に改称。同線所属となる。
- 1987年（昭和62年）4月1日：国鉄分割民営化により北海道旅客鉄道に継承。同時に駅に昇格[1][2]。
- 1989年（平成元年）6月4日：北海道ちほく高原鉄道に転換[1]。営業キロを設定。
- 2006年（平成18年）4月21日：ふるさと銀河線廃線により廃止。

### 駅名の由来
一説には、かつて当地にササが繁茂していたため「笹森」と呼ばれていたことによる、とされている。

## 駅構造
単式ホーム1面1線を有する地上駅であった。
ホーム土台の半分には再利用した橋桁を使っていた。
保守用車両の留置線が設置してあり、国鉄時代使われていた陸別保線区笹森分班の建物が残っていた。

## 駅周辺
周囲に民家は見当たらない。
- 国道242号
- 十勝バス「笹森」停留所

## 隣の駅
北海道ちほく高原鉄道
ふるさと銀河線
上利別駅 - 笹森駅 - 大誉地駅